# Stazione di Roma Tiburtina
Stazione di Roma Tiburtina vasútállomás Olaszországban, Róma településen.

## Vasútvonalak
Az állomást az alábbi vasútvonalak érintik:
- Firenze–Róma-vasútvonal
- Firenze–Róma nagysebességű vasútvonal
- Róma–Nápoly nagysebességű vasútvonal
- Róma–Sulmona–Pescara-vasútvonal

## Kapcsolódó állomások
A vasútállomáshoz az alábbi állomások vannak a legközelebb:
- Stazione di Roma Nomentana (Stazione di Orte, FL1)
- Stazione di Roma Termini
- Stazione di Roma Prenestina (Stazione di Tivoli, FL2)
- Stazione di Roma San Lorenzo
- Stazione di Roma Tuscolana (Stazione di Fiumicino Aeroporto, Stazione di Viterbo Porta Fiorentina, FL1, FL3)

## Képgaléria

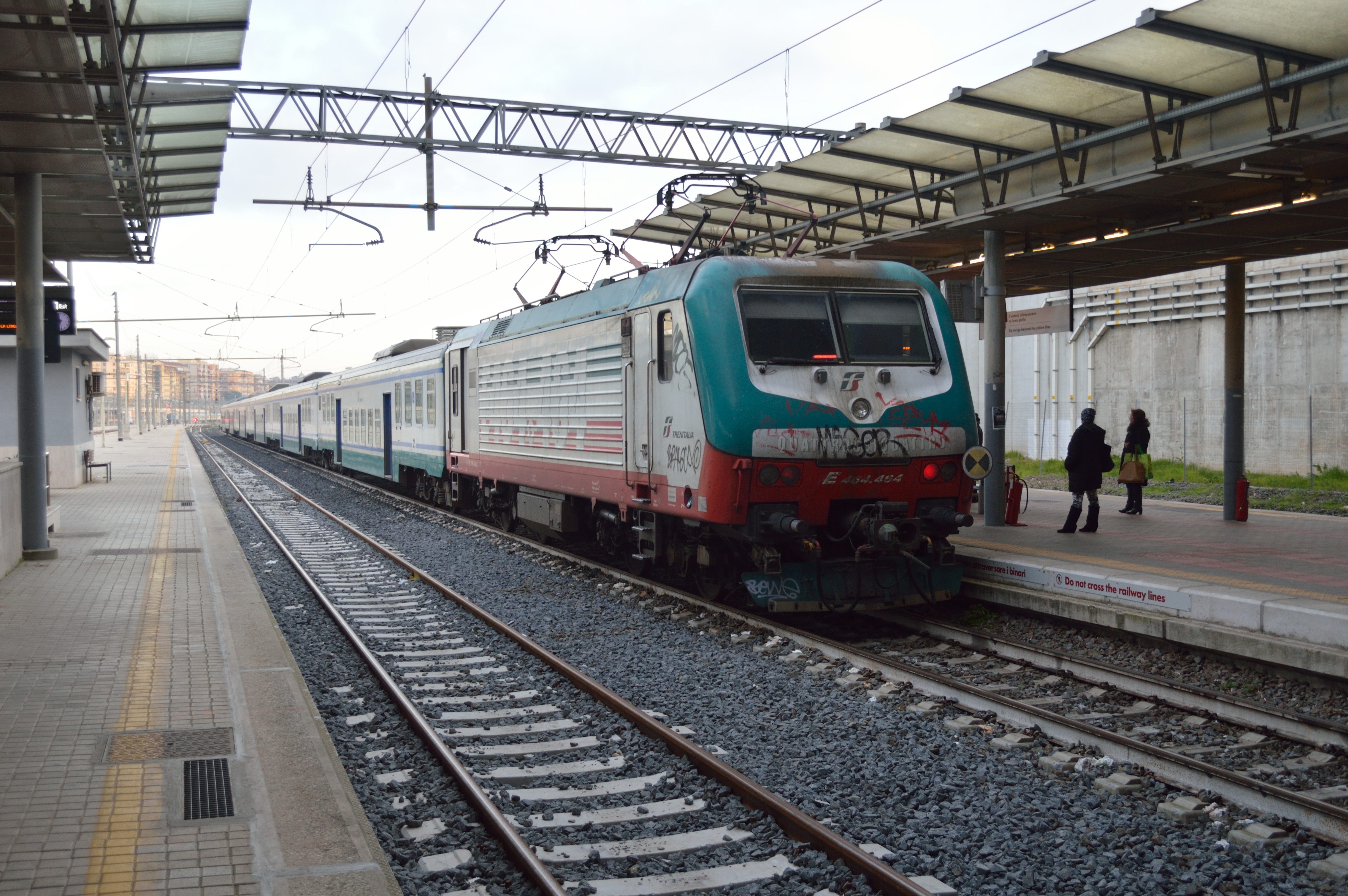
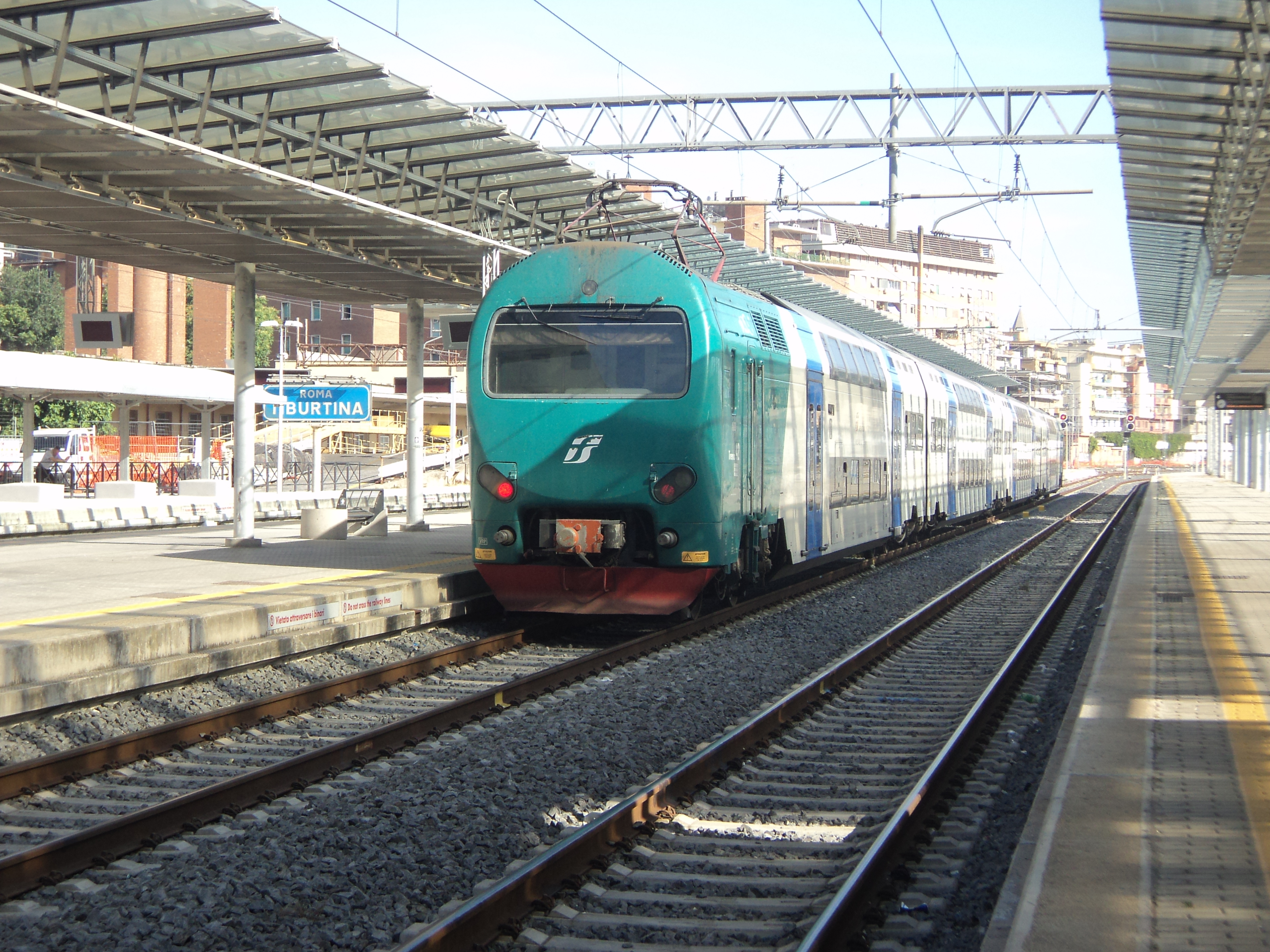
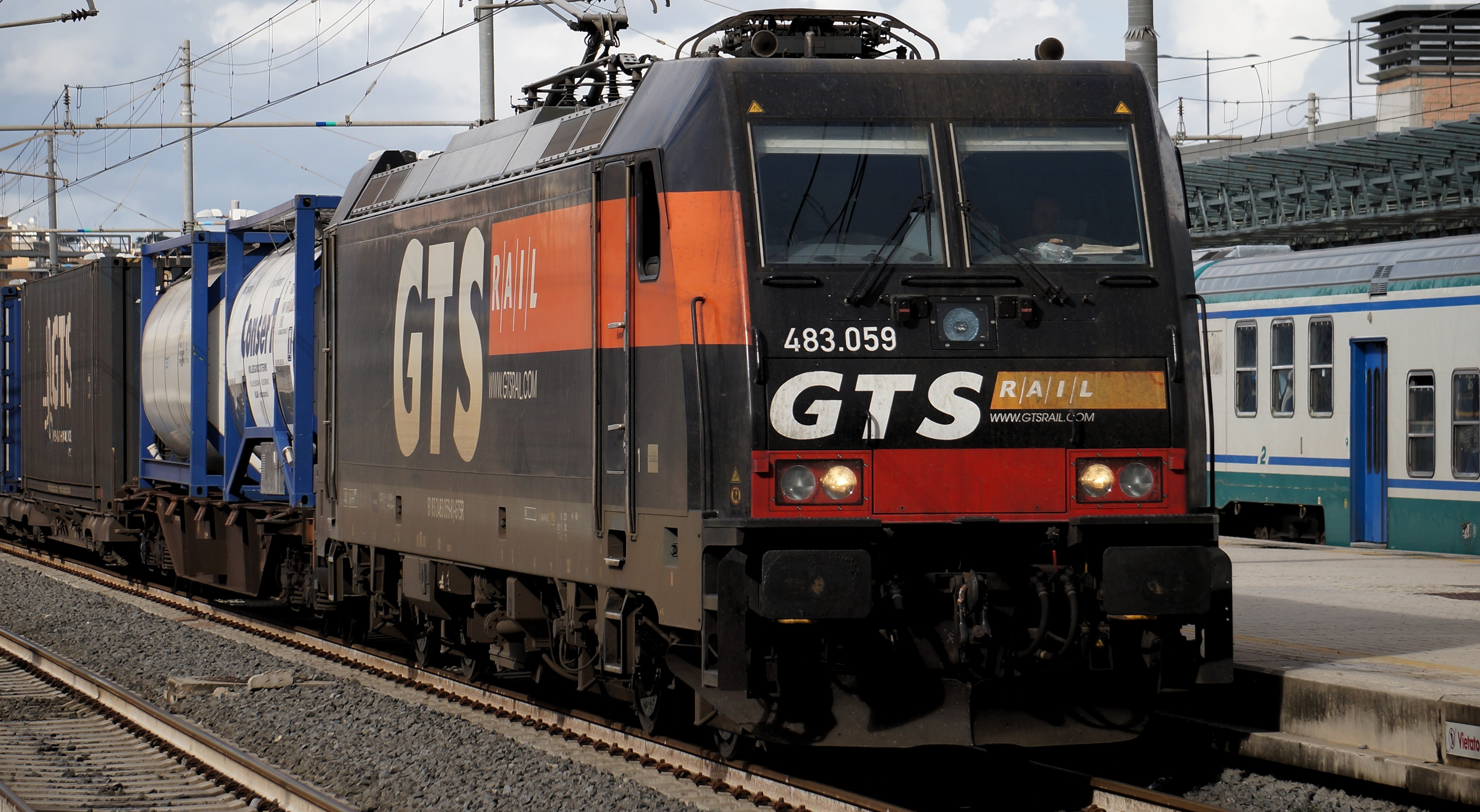
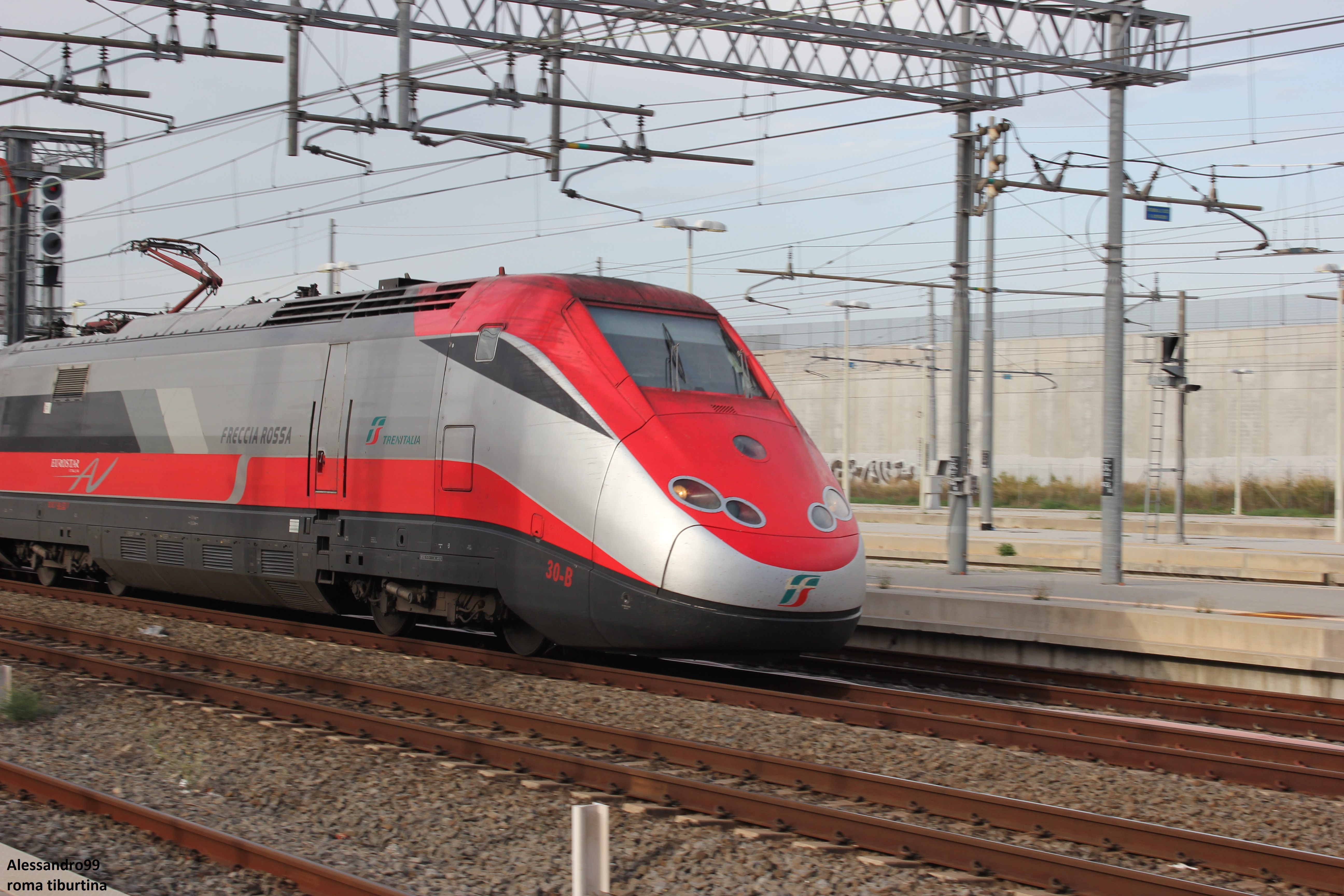
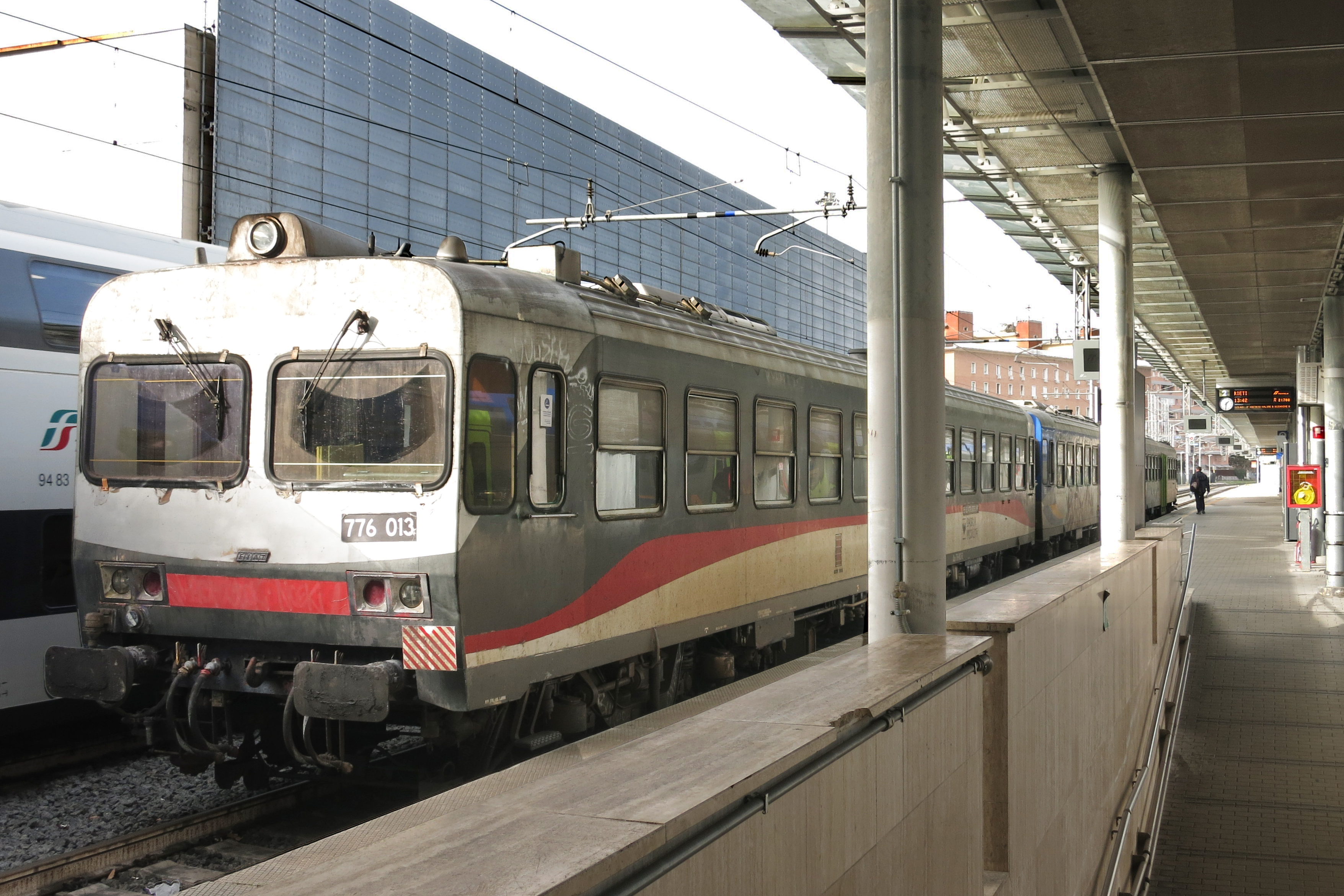
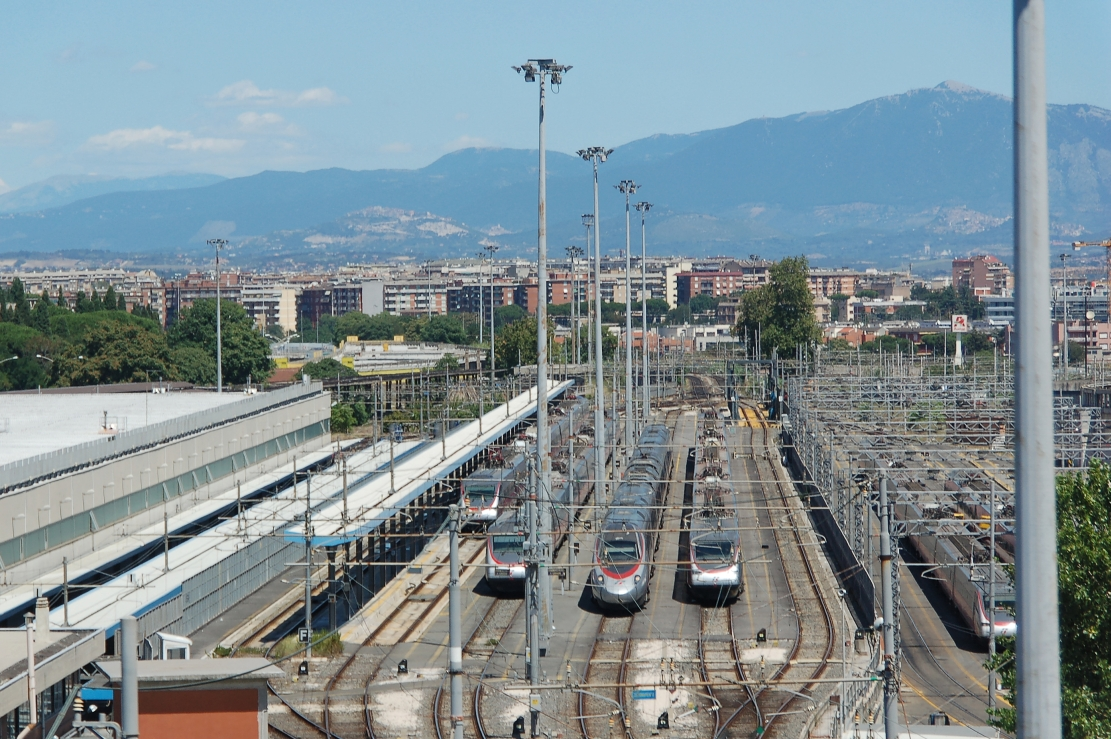
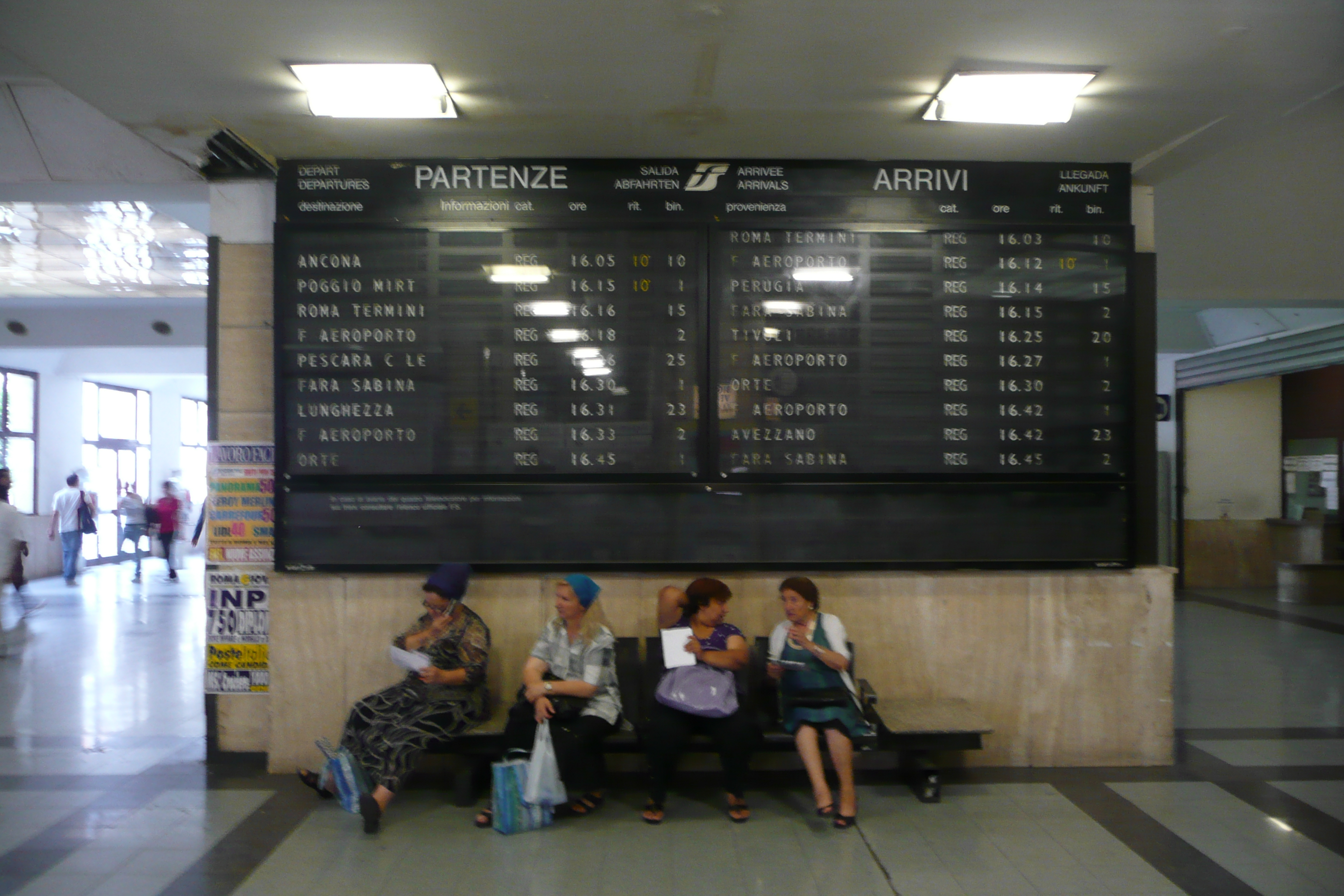
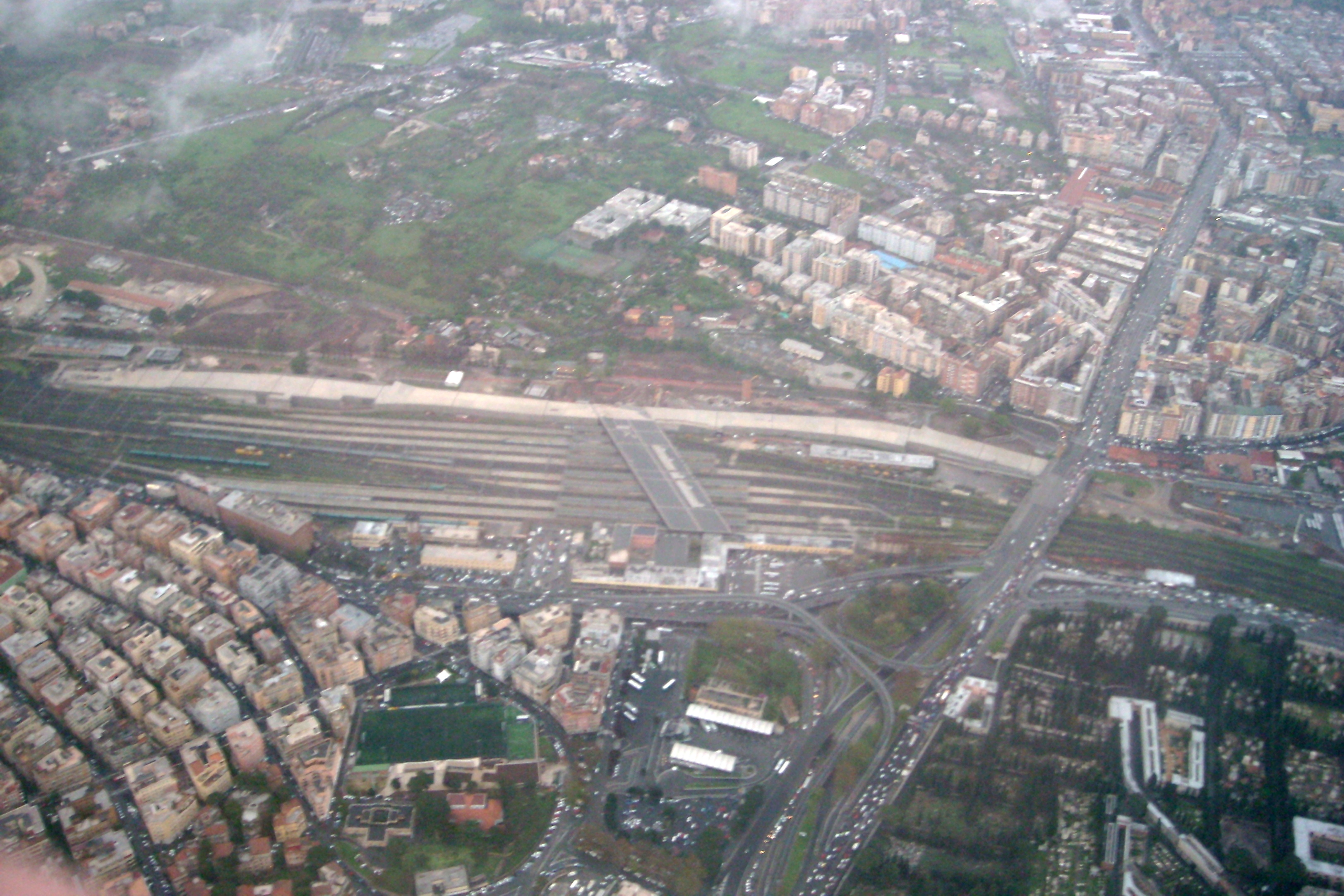